# Diuranate de sodium
Le diuranate de sodium est le composé chimique de formule Na2U2O7. C'est un sel d'uranium de couleur jaune, comme les autres diuranates. C'était un constituant important du yellowcake avant que les diuranates y soient largement remplacés par l'octaoxyde de triuranium U3O8.
Dans le procédé classique d'extraction de l'uranium à partir de la pechblende, le minerai est broyé et traité avec de l'acide sulfurique H2SO4 dans lequel l'uranium est dissous sous forme de sulfate d'uranyle UO2SO4. L'hydroxyde de sodium NaOH permet alors de précipiter l'uranium sous forme de diuranate de sodium Na2U2O7.
Une des utilisations possibles de ce sel d'uranium est la préparation d'ouraline (Verre d'uranium).